# Papulose atrofiante maligna
A papulose atrofiante maligna, mais conhecida como doença de Degos, é uma rara afecção multissistêmica que causa lesões cutâneas e alguns casos órgãos internos do trato gastrointestinal, tornando a doença letal e sem cura. Ocorre mais em jovens do sexo masculino.[carece de fontes?]

## Primeiro caso
O primeiro caso da doença foi diagnosticado em 1941 e diagnosticado como uma variante da tromboangeíte obliterante porém Degos a reconheceu como uma doença independente, tendo como paciente uma mulher caucasiana de 42 anos onde não houve tratamento adequado e morreu em seguida, devido as condições de tecnologia da época. A paciente apresentava todos os sintomas descritos abaixo.

## Sintomas e diagnóstico
Inicia-se com mancha claras no abdômen, que se espalham pelo corpo. Depois ocorrem normalmente: paresia progressiva em membros inferiores, desequilíbrio, hipoestesia em hemicorpo esquerdo, desvio nasal do olhar à esquerda e perda esfincteriana. Manchas características por todo o corpo, paralisia bilateral de 3º, 4º e 6º nervos cranianos, Babinski bilateral, hipoestesia à esquerda, tetraparesia, disartria e dismetria em membro superior esquerdo. Alterações isquêmicas subagudas múltiplas no Encéfalo. Gastrite severa e duodenite.
Para realizar o diagnóstico e necessário fazer uma biopsia da pele.

## Tratamento
Pouco se sabe sobre o tratamento da doença de Degos porém tem pouca/nenhuma resposta e sobrevida média de um diagnosticado pode variar de 1 semana a 3 anos 